# 養老町立笠郷小学校
養老町立笠郷小学校（ようろうちょうりつ かさごうしょうがっこう）は、岐阜県養老郡養老町船附にある公立小学校。

## 沿革
- 1918年（大正7年）7月 - 下笠尋常小学校、船附尋常高等小学校を廃校、笠郷尋常小学校を設置。
- 1941年（昭和16年）4月1日 - 国民学校令により笠郷国民学校と改称。
- 1947年（昭和22年）4月1日 - 学制改革により笠郷村立笠郷小学校と改称。
- 1954年（昭和29年）11月 - 町村合併により、養老町立笠郷小学校と改称[1]。

## 通学区域
- 船附、上之郷、大野、下笠、栗笠[2]

## 進学先中学校
- 養老町立東部中学校